# Hermann Karsten
Gustav Karl Wilhelm Hermann Karsten (Stralsund, 10 novembre 1817 – Sopot, 10 luglio 1908) è stato un botanico e biologo tedesco.

## Biografia
Sulle orme di Alexander von Humboldt, nel 1843-47 e 1848-56 compì due viaggi nella parte settentrionale del Sudamerica, visitando in particolare il Venezuela, l'Ecuador e la Colombia. Studiò e catalogò oltre 2000 piante, portandone in Europa molti esemplari al suo ritorno.
Nel 1859-1869 pubblicò "Florae Columbiae terramque adiacentium specimina selecta in peregrinatione duodecim annorum observata delineavit et descripsit", in cui fa una dettagliata descrizione delle piante esotiche da lui scoperte.
Dal 1868 al 1872 insegnò botanica alle Università di Berlino e Vienna. Risiedette per qualche tempo anche in Svizzera. Fondò un laboratorio di fisiologia vegetale a Berlino.
Era fratello del fisico Gustav Karsten.

## Altre opere
- Chemismus der Pflanzenzelle, 1869
- Deutsche Flora. Pharmaceutisch-medicinische Botanik, 1880-1883, 2ª ediz. 1894 – 1895